# Vittorio Carlevaro

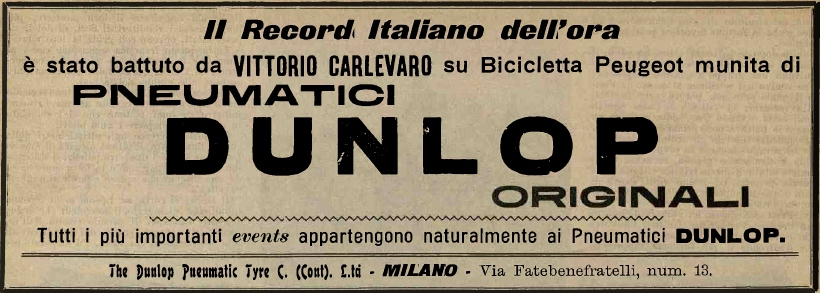
Werbung aus dem Jahre 1903

Vittorio Carlevaro (* 1882 in Pratalborato bei Ovada; † Februar 1905 in Buenos Aires) war ein italienischer Radsportler und Flugpionier.

## Sportliche Laufbahn
Vittorio Carlevaro lebte ab dem Jahre 1900 mit seiner Familie in Ovada. Ihm wurde ein „unruhiger und abenteuerlustiger“ Geist nachgesagt.
1902 wurde Carlevaro Dritter der regionalen Straßen-Radmeisterschaft von Piemont. Im selben Jahr belegte er hinter dem späteren Gewinner der Lombardei-Rundfahrt, Giovanni Gerbi, den zweiten Platz bei dem renommierten Straßenrennen Coppa del Re. Auf der Radrennbahn von Genua bestritt er erfolgreich Steherrennen hinter dem Schrittmacher Giulio Picollo; die beiden Männer verband eine enge Freundschaft. 1903 wurde er hinter Picollo italienischer Stehermeister der Amateure. Gemeinsam stellten die beiden Männer zudem einen neuen italienischen Stundenrekord über 51,750 Kilometer auf. Im selben Jahr starteten Carlevaro und Picollo bei den Bahnweltmeisterschaften in Kopenhagen und errangen die Silbermedaille. 1904 beendete Carlevaro seine Radsportlaufbahn.
Carlevaro ging nach Amerika, wo er sich als Akrobat, Motorsportler und Pilot betätigte. Im Februar 1905 kam er in Buenos Aires beim Absturz eines Flugzeugs, das er lenkte, ums Leben. Auch sein ehemaliger Schrittmacher Picollo (1880–1910) stürzte fünf Jahre später als Pilot bei einer solchen Schau in São Paulo mit einer Blériot-Maschine ab und starb.

## Erfolge
1903
- Weltmeisterschaft – Steherrennen (hinter Giulio Picollo)
- Italienischer Amateur-Meister – Steherrennen (hinter Giulio Picollo)